# Fotomarathon
Ein Fotomarathon ist eine Veranstaltung, bei der die Teilnehmer ein Oberthema erhalten, welches sie mit ihrer Kamera in einer festgelegten Zeit nach eigenem Ermessen kreativ umsetzen müssen.

## Regeln
Die Regeln können von Veranstaltung zu Veranstaltung abweichen, folgende Regeln sind jedoch üblich:
- die Teilnehmerzahl ist nicht begrenzt
- für die Teilnahme wird eine Startgebühr erhoben
- jeder Fotomarathon steht unter einem Oberthema/Motto
- zu diesem Oberthema gibt es Unterthemen/Aufgaben, welche dann fotografisch umgesetzt werden müssen
- das Oberthema und die entsprechenden Themen sind bis zum Start geheim
- alle Themen müssen in einer zuvor festgelegten Zeit fotografiert sein, ein Überschreiten der Zeit hat die Disqualifikation zur Folge
- Bilder dürfen nicht bearbeitet oder verändert werden
- die Themen sind in der angegebenen Reihenfolge zu fotografieren
- die Teilnehmer können die Themen nach eigenen Vorstellungen im Rahmen und Umfang ihrer Fähigkeiten umsetzen
- ausschließlich JPEG wird als Format zugelassen und bewertet

## Ablauf
Jeder Fotomarathon hat für sich einen individuellen Charakter. Dies spiegelt sich auch in der Organisation und dem Ablauf wider.
Jedoch gibt es auch Gemeinsamkeiten, welche in jeder Stadt gleich sind.
- die Teilnehmer melden sich im Vorfeld für die Veranstaltung an
- zum Start erhalten die Teilnehmer den ersten Teil der zu fotografierenden Themen und bekommen erst an einer Zwischenstation die nächsten Themen ausgehändigt
- im Zielbereich werden alle Bilder unmittelbar von der Speicherkarte ausgelesen
- die eingereichten Bilder werden einer Jury zur Bewertung vorgelegt und so die besten Serien ausgewählt; manchmal wird von den Veranstaltern eine Vorauswahl getroffen (z. B. 33 %) und nur diese der Jury vorgelegt (z. B. Hamburg 2017)
- ist die Bewertungsphase abgeschlossen, findet die Siegerehrung statt und die Gewinner werden mit Urkunden und Sachpreisen ausgezeichnet

## Liste aller Fotomarathons in Deutschland
| Stadt         | 1. Fotomarathon im Jahr | analog | digital |
| ------------- | ----------------------- | ------ | ------- |
| Aschaffenburg | 2014                    | X      | X       |
| Bad Oldesloe  | 2018                    |        | X       |
| Berlin        | 1998                    | X      | X       |
| Bremen        | 2004                    | X      | X       |
| Büdingen      | 2012                    | -      | X       |
| Dresden       | 2011                    | X      | X       |
| Düsseldorf    | 2013                    | -      | X       |
| Freiburg      | 2013                    | -      | X       |
| Halberstadt   | 2007                    | X      | X       |
| Hamburg       | 2012                    | X      | X       |
| Hannover      | 2017                    | X      | X       |
| Karlsruhe     | 2015                    | -      | X       |
| Kempten       | 2011                    | -      | X       |
| Kassel        | 2016                    | -      | X       |
| Kiel          | 2013                    | -      | X       |
| Köln          | 2014                    | -      | X       |
| Leipzig       | 2013                    | -      | X       |
| Lübeck        | 2013                    | -      | X       |
| München       | 2012                    | -      | X       |
| Münster       | 2018                    | -      | X       |
| Passau        | 2014                    | -      | X       |
| Regensburg    | 2014                    | -      | X       |
| Rheinfelden   | 2016                    | -      | X       |
| Saarbrücken   | 2009                    | X      | X       |
| Stuttgart     | 2013                    | -      | X       |
| Ulm           | 2014                    | -      | X       |
| Wiesbaden     | 2014                    | X      | X       |
| Wuppertal     | 2014                    | -      | X       |
| Würzburg      | 2006                    | X      | X       |
| Zwickau       | 2014                    | -      | X       |